# Selkäsaari (ö i Södra Karelen, Villmanstrand, lat 61,06, long 27,62)
Selkäsaari är en ö i Finland. Den ligger i sjön Jäkälänjärvi och i kommunen Savitaipale i den ekonomiska regionen  Villmanstrands ekonomiska region  och landskapet Södra Karelen, i den södra delen av landet, 170 km nordost om huvudstaden Helsingfors. Öns area är 0,1 hektar och dess största längd är 40 meter i nord-sydlig riktning.